# Euplokamis stationis
Euplokamis stationis är en kammanetart som beskrevs av Chun 1880. Euplokamis stationis ingår i släktet Euplokamis och familjen Euplokamidae. Inga underarter finns listade i Catalogue of Life.